# Przygody Joanny
Przygody Joanny – polski film obyczajowy z 1994 roku w reżyserii Anny Sokołowskiej. Oparty na książce pod tym samym tytułem Jadwigi Korczakowskiej z 1967.

## Opis fabuły
Mała Ania marzy, by na gwiazdkę dostać lalkę Joannę, którą zobaczyła na sklepowej wystawie. Niestety, wkrótce kupuje ją młody mężczyzna i wywozi w nieznanym kierunku żółtym samochodem. Dziewczynka popada w przygnębienie. Nic nie jest w stanie jej rozweselić. Tymczasem właściciel Joanny gubi ją. Lalka rozpoczyna tułaczy żywot.

## Obsada
- Kaja Grąbczewska jako Ania
- Ewa Bukowska – mama Ani
- Bożena Dykiel – pani Hania
- Mateusz Damięcki – Waldek
- Leonard Pietraszak – Mikołaj
- Janusz Michałowski – pan Teofil
- Roman Szafrański – malarz Andrzej
- Henryk Talar – "Antonio", treser psów
- Karina Szafrańska – mama Izy
- Paweł Nowisz – pan Władzio
- Andrzej Mastalerz – klaun w cyrku

i inni